# Rally Terra da Auga de 2019
El Rally Terra da Auga de 2019, oficialmente 6.º Rally Terra da Auga fue la sexta edición, la cuarta ronda de la temporada 2019 del Campeonato de España de Rally de Tierra y la tercera de la temporada 2019 del Súper Campeonato de España de Rally. Se celebró del 24 al 25 de mayo y contó con un itinerario de nueve tramos sobre tierra que sumaban un total de 118,41 km cronometrados.

## Itinerario
| Día   | Tramo | Nombre | Distancia | Hora  | Ganador                         | Tiempo  | Líder       |
| ----- | ----- | ------ | --------- | ----- | ------------------------------- | ------- | ----------- |
| Día 1 | TC1   | SS     | 5.57 km   | 18:45 | Xavier Pons                     | 3:30.6  | Xavier Pons |
| Día 2 | TC2   | A1     | 16.88 km  | 09:15 | Xavier Pons                     | 11:21.9 | Xavier Pons |
| Día 2 | TC3   | B1     | 11.00 km  | 09:56 | Xavier Pons                     | 7:48.7  | Xavier Pons |
| Día 2 | TC4   | A2     | 16.88 km  | 11:34 | Xavier Pons                     | 10:57.4 | Xavier Pons |
| Día 2 | TC5   | B2     | 11.00 km  | 12:15 | Xavier Pons                     | 7:33.4  | Xavier Pons |
| Día 2 | TC6   | C1     | 15.88 km  | 15:03 | Guillaume De Mevius Xavier Pons | 10:14.7 | Xavier Pons |
| Día 2 | TC7   | D1     | 12.66 km  | 15:33 | Xavier Pons                     | 8:39.2  | Xavier Pons |
| Día 2 | TC8   | C2     | 15.88 km  | 17:14 | Xavier Pons                     | 9:58.9  | Xavier Pons |
| Día 2 | TC9   | D2     | 12.66 km  | 17:44 | Xavier Pons                     | 8:26.2  | Xavier Pons |

## Clasificación final
| Pos. | Piloto               | Copiloto                   | Automóvil       | Tiempo    | Diferencia |
| ---- | -------------------- | -------------------------- | --------------- | --------- | ---------- |
| 1.   | Xavier Pons          | Rodrigo Sanjuan de Eusebio | Škoda Fabia R5  | 1:18:31.0 | 0.0        |
| 2.   | Pepe López           | Borja Rozada               | Citroën C3 R5   | 1:19:39.9 | +1:08.9    |
| 3.   | Guillaume De Mevius  | Martijn Wydaeghe           | Citroën C3 R5   | 1:20:01.1 | +1:30.1    |
| 4.   | Javier Pardo         | Adrián Pérez               | Škoda Fabia R5  | 1:20:18.4 | +1:47.4    |
| 5.   | Alexander Villanueva | José Antonio Pintor        | Škoda Fabia R5  | 1:22:17.9 | +3:46.9    |
| 6.   | Gorka Eizmendi       | Diego Sanjuan de Eusebio   | Ford Fiesta R5  | 1:22:54.1 | +4:23.1    |
| 7.   | Eduard Pons          | Alberto Chamorro           | Škoda Fabia R5  | 1:24:39.6 | +6:08.6    |
| 8.   | Alfredo "Dedo"       | Maurizio Barone            | Renault Clio N5 | 1:25:09.1 | +6:38.1    |
| 9.   | Alberto Otero        | Jordan Vázquez             | Ford Fiesta N5  | 1:25:59.3 | +7:28.3    |
| 10.  | Fran Cima            | Álex Cid                   | Renault Clio N5 | 1:26:29.5 | +7:58.5    |